# 刘广才
刘广才（1936年—2006年），男，中华人民共和国政治人物，曾任中共安徽省委常委、组织部部长，安徽省人大常委会副主任，第九届全国人大代表。